# Филдс, Леванс
Леванс Филдс (англ. Levance Fields; род. 14 июня 1987 года в Бруклине, Нью-Йорк) — американский баскетболист, выступавший за чешскую команду «Колин». Учился в университете Питтсбурга.

## Карьера
Карьера началась в колледже на втором курсе. В сезоне 2006—2007 у него были отличные средние показатели за игру. В колледже набрал за карьеру 1247 очков и 645 передач. В 2009 году Филдс попадает в команду «Орландо Мэджик», но не получив лицензию на игры в НБА подписывает многолетний контракт со Спартаком. По информации с официального сайта БК Спартак 27 августа 2010 года контракт с Левансом Филдсом расторгнут, в связи с тем, что он «не прошел медосмотр накануне предстоящего сезона».